# Статор

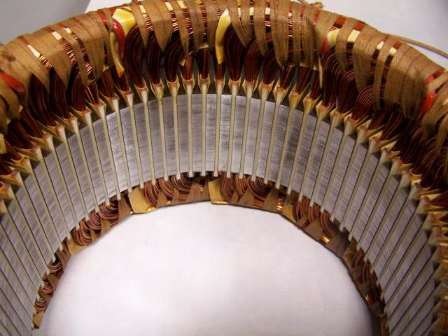
Статор электродвигателя 3-фазного переменного тока

Ста́тор (англ. stator, от лат. sto — стою) — неподвижная часть электрической, лопаточной и другой машины, взаимодействующая с подвижной частью — ротором.
На статоре двигателя постоянного тока расположен индуктор (обмотка возбуждения), на статоре синхронного и асинхронного двигателя  — рабочая обмотка, по физическому принципу и правилу намотки статор синхронной и асинхронной машины ничем не отличается и наматываются совершенно одинаково.

## Лопаточные машины
Статор лопастной газовой или жидкостной машины, как и ротор, собран из лопаток и предназначен для направления потока на лопатки ротора под нужным углом, что предотвращает срыв потока с роторных лопаток и тем самым повышает КПД и устойчивость работы.